# Pseudanarta ate
Pseudanarta ate là một loài bướm đêm trong họ Noctuidae.